# Poświętne (Wrocław)

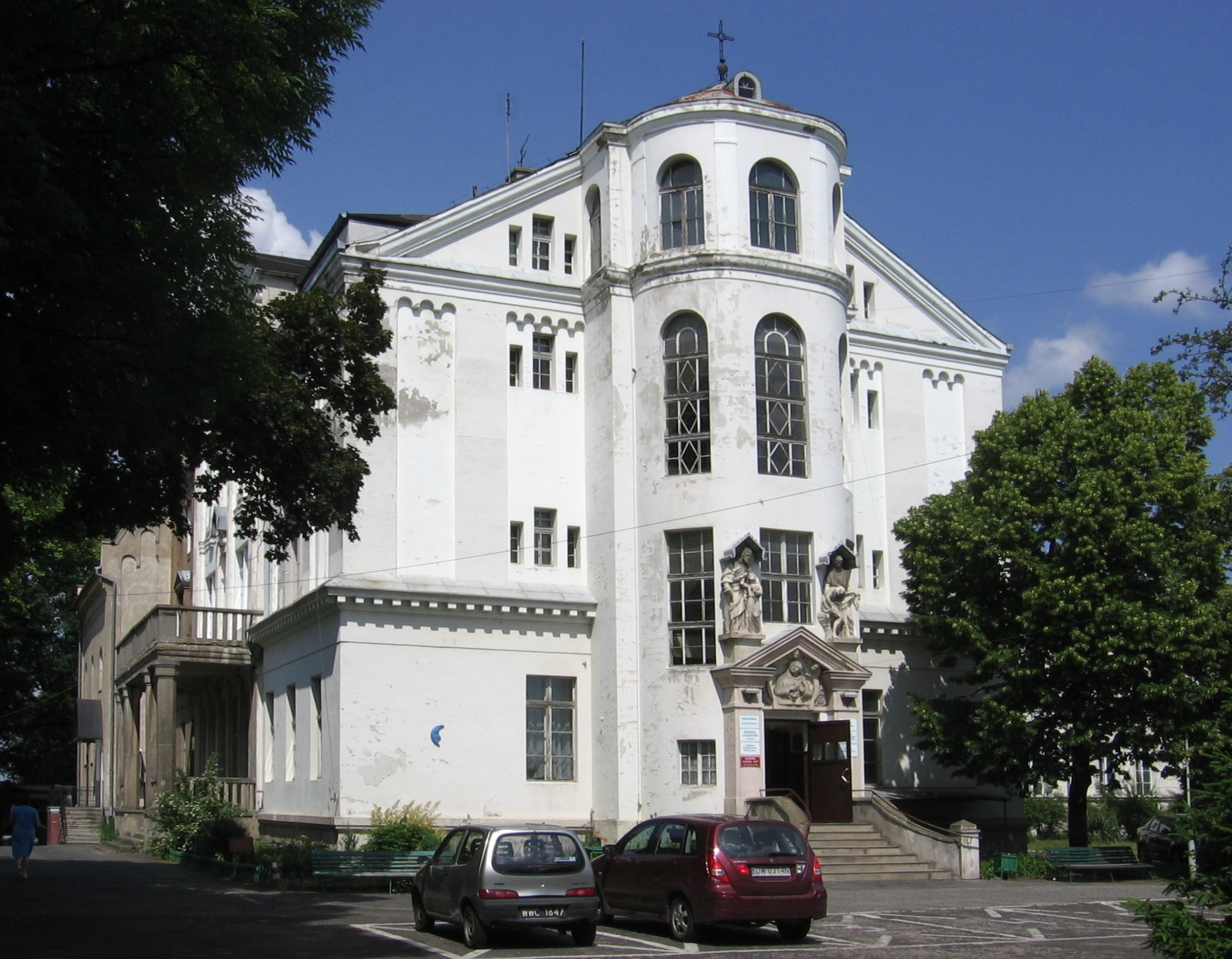
Szpital rehabilitacyjny na Poświętnem

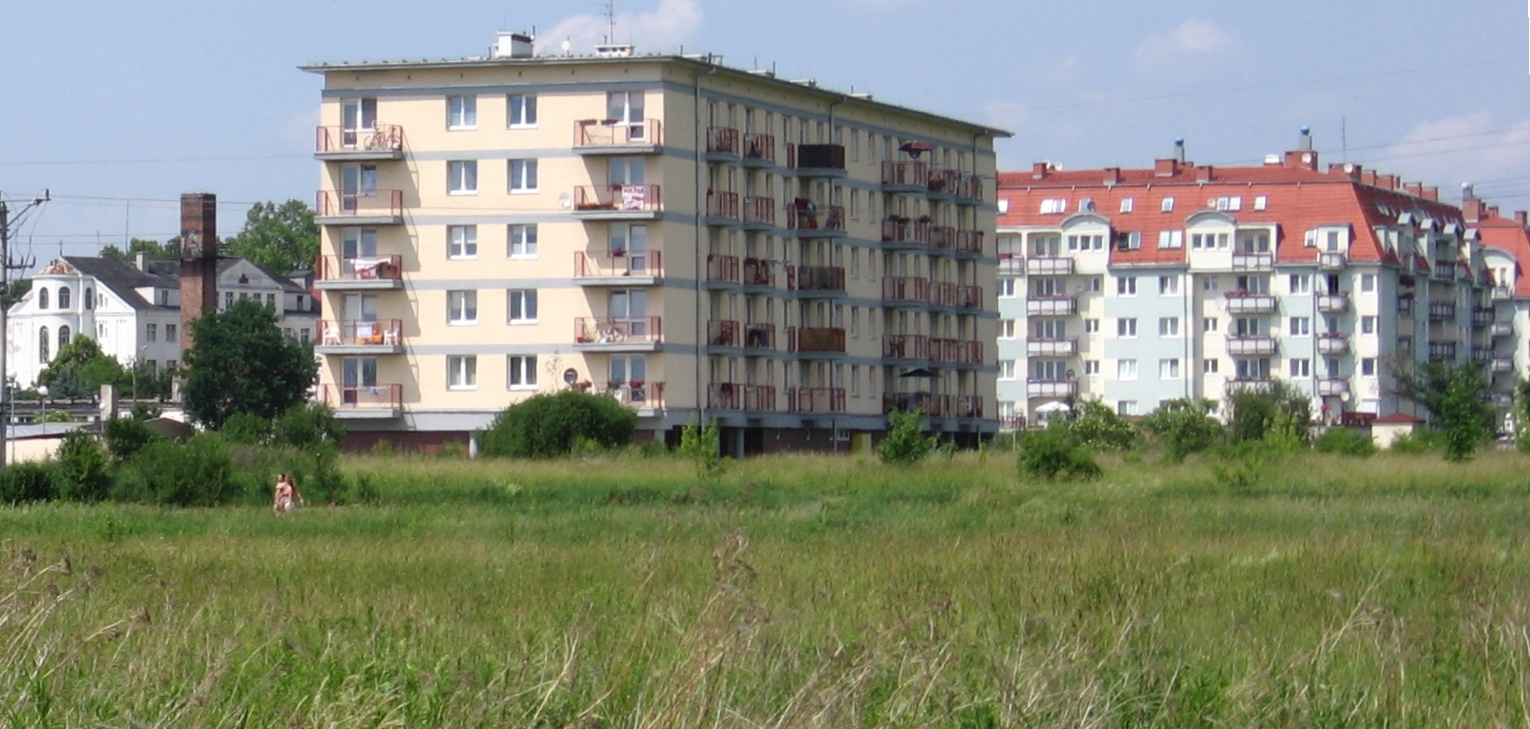
Współczesna zabudowa wielorodzinna; po lewej w oddali widoczny biały budynek szpitala rehabilitacyjnego

Poświętne (niem. Lilienthal) – część (zwyczajowo nazywana osiedlem) Wrocławia, na osiedlu Polanowice-Poświętne-Ligota. Na północy i wschodzie graniczy wzdłuż ul. Polanowickiej i Kamieńskiego z Polanowicami, od południa (wzdłuż linii kolejowej) z Karłowicami, od wschodu wzdłuż ul. Żmigrodzkiej z osiedlem Ligota
Poświętne wspomniano po raz pierwszy w zapiskach z 1362, jako o folwarku blisko rzeki Widawy zwanym Poswentne albo Lilienthal; była to wówczas własność biskupstwa wrocławskiego. Pod koniec XVIII wieku mieszkało tu 62 osoby, w tym 8 zagrodników. Wieś była własnością prywatną, prócz dworu i folwarku wspomina się też o karczmie. W połowie następnego stulecia funkcjonowała tu cukrownia i cegielnia, w 1845 mieszkało tu 106 osób, z czego katolicy (około połowa mieszkańców wsi) należeli do parafii w Świniarach i uczęszczali do kościoła św. Anny w Praczach Widawskich, a pozostali ewangelicy mieli swój kościół w Psarach. Folwark należał wtedy do rzeźnika nazwiskiem Hochmuth.
Pod koniec XIX wieku zmarli bezpotomnie właściciele majątku w Poświętnem – rodzina von Drabizius. Majątek wykupili w 1897 ojcowie bonifratrzy, urządzając w nim sanatorium dla swojego szpitala oraz kaplicę pod wezwaniem św. Rodziny. Później majątek rozbudowali, przekształcili kaplicę w kościół, dookoła urządzili spory park, a w 1926 uruchomili tu szpital ortopedyczny.
W 1928 Poświętne przyłączono do Wrocławia. W latach 30. powstały tu pierwsze nieliczne jeszcze domy wielorodzinne oraz tor kolarski. Po wojnie dominowała tu raczej zabudowa jednorodzinna, chociaż część terytorium Poświętnego, szczególnie wzdłuż ul. Żmigrodzkiej, przeznaczono w latach 70. pod zabudowę przemysłową (mleczarnia, piekarnia). Pod koniec XX wieku powstało w Poświętnem kolejnych kilka zgrupowań zabudowy wielorodzinnej.
Poświętne, wraz z Ligotą i Polanowicami, liczyło pod koniec 2004 roku około 3,1 tys. mieszkańców.
Poświętne dzieli się na starszą część wzdłuż ulicy Poświęckiej i nowszą, wzdłuż ulicy Milickiej.

## Komunikacja miejska
Do osiedla można dojechać tramwajami linii:
- 7 (Poświętne – Klecina)
- 15 (Poświętne – Park Południowy)
- 1 (Poświętne – Biskupin)

oraz autobusami linii:
- K (Kamieńskiego(pętla) - Gaj(pętla))
- 129 (Poświęcka-ośrodek zdrowia – Port Lotniczy)
- 130 (Osiedle Sobieskiego – Polanowice)
- 930 (Kromera - Krzyżanowice)
- 144 (Zwycięska - Polanowice)
- 908 (Dw. Nadodrze – Psary/Szymanów)